# Varošište (Žepče)
Pour les articles homonymes, voir Varošište.
Varošište (en cyrillique : Варошиште) est un village de Bosnie-Herzégovine. Il est situé dans la municipalité de Žepče, dans le canton de Zenica-Doboj et dans la fédération de Bosnie-et-Herzégovine. Selon les premiers résultats du recensement bosnien de 2013, il compte 88 habitants.

## Géographie
Le village est situé dans les faubourgs ouest de Žepče.

## Démographie

### Évolution historique de la population dans la localité
| 1948 | 1953 | 1961 | 1971 | 1981 | 1991 | 2013 |
| ---- | ---- | ---- | ---- | ---- | ---- | ---- |
| -    | -    | 105  | 137  | 75   | 118  | 88   |

|  |